# Thomas Sydenham

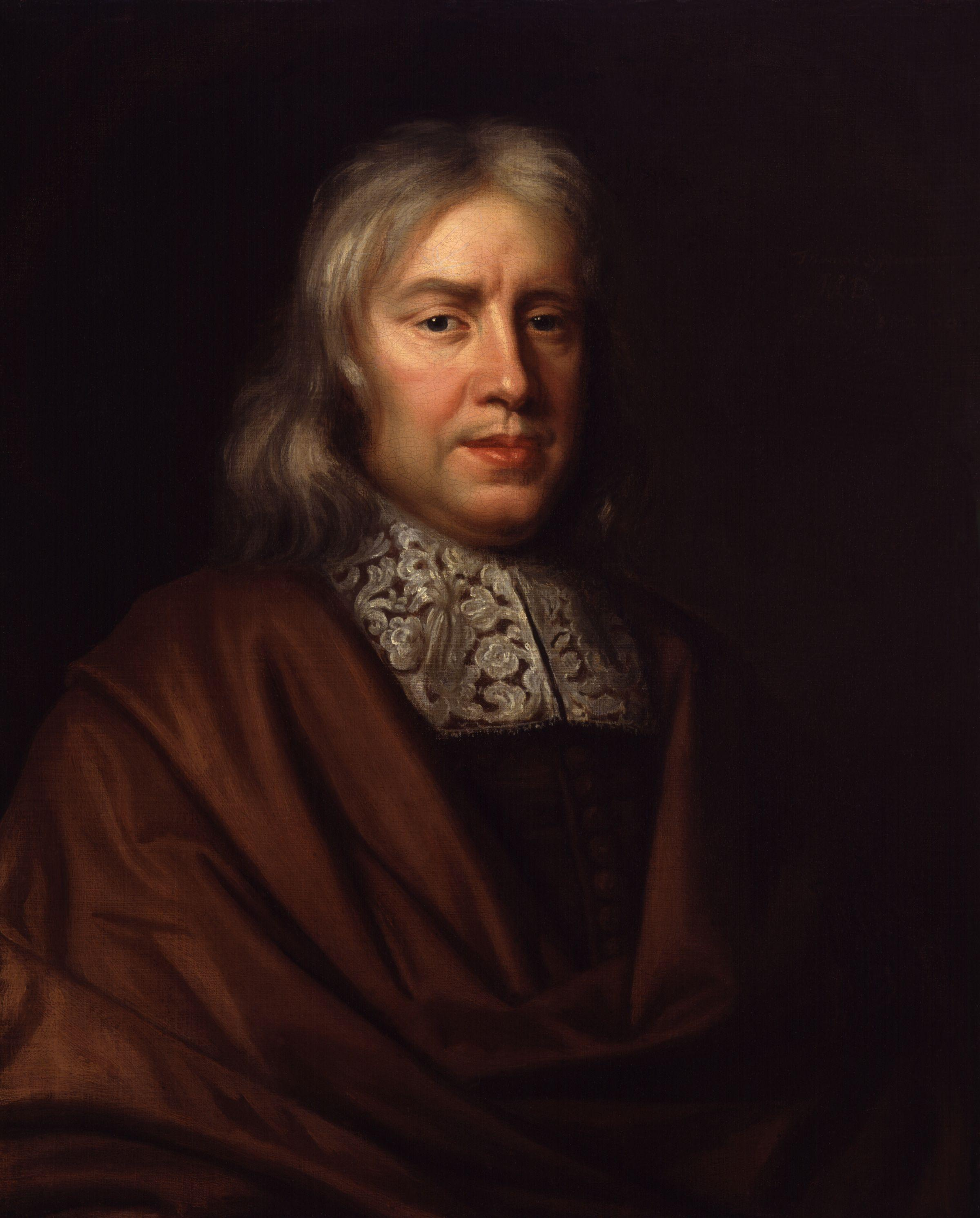
Thomas Sydenham (Gemälde von 1688)

Thomas Sydenham (auch Syndenham) (* 10. September 1624 in Wynford Eagle bei Dorchester, Dorset; † 29. Dezember 1689 in London) war ein englischer Arzt. Er war ein bedeutender Praktiker seines Jahrhunderts, wurde auch als „englischer Hippokrates“ bezeichnet und erwarb sich große Verdienste um die Epidemiologie.

## Leben
Sydenham, fünftes Kind eines Gutsherren aus Dorset, wurde puritanisch erzogen. Bis 1646 diente er im parlamentarischen Heer Oliver Cromwells. Der Arzt Thomas Coxe überredete ihn nach der Versorgung Verwundeter, ab 1642 in Magdalen Hall in Oxford Medizin zu studieren. Er war aber auch Wundarzt auf dem Schlachtfeld, später eröffnete er mit seiner Abfindung aus dem Militärdienst eine Praxis im Londoner Stadtteil Westminster. Sein Assistent und Freund war der Philosoph und Arzt John Locke, der später als Begründer des philosophischen Empirismus berühmt wurde.

## Wirken und Werk
Sydenham war praktisch orientiert, galt als unorthodox und rebellisch. Er verfolgte die induktive Denk- und Forschungsweise und empfahl auch abwartendes Vorgehen bzw. Vertrauen auf die Selbstheilungskräfte. Sein „medizinisches Konzept entsprach der Auffassung Lockes, daß aller Erkenntnis allein auf Erfahrung begründet sei“. Er erforschte die Infektionskrankheiten, die damals im Sumpfgebiet der Themse grassierten, und legte eine Reihe klassischer Beschreibungen dieser Krankheiten vor - einschließlich der von ihm erstmals 1686 beschriebenen und auch nach ihm benannten Chorea minor. Er beschäftigte sich auch mit neurologischen und psychiatrischen Krankheiten wie der Epilepsie und der Hysterie.
1660 und 1664 wütete eine Masernepidemie in London. Sydenham grenzte die Masern als Fieberausbruch und ansteckende Krankheit ab, so wie er im Wesentlichen zur Abgrenzung von Fieberkrankheiten (Scharlach oder febris scarlatina, Wundbrand) beitrug.
Im Jahr 1666 veröffentlichte er sein in London herausgegebenes Hauptwerk Methodus curandi febres propiis observationibus suprastructa. Ab der 3. Auflage 1676 erschien es unter dem Titel Observationes medicae. In seinen Arbeiten von 1683 (etwa dem Tractatus de podagra et hydrope) unterschied er erstmals zwischen Rheumatismus und Gicht, an welcher er selber litt und die er wegweisend auf einen Fehler der Niere bei der Reinigung des Organismus zurückführte.
Therapeutisch grenzte Sydenham die Indikation von Chinin auf das freie Intervall bei Malaria ein. In Sydenhams Haus wurde der an Pocken erkrankte, später berühmt gewordene Arzt Thomas Dover mittels Aderlass behandelt.
Sydenham war verheiratet mit Mary Gee. Einer seiner drei Söhne studierte ebenfalls Medizin.

## Würdigung
Er ist einer der 23 ursprünglichen Namen auf dem Fries der London School of Hygiene and Tropical Medicine, die Personen aufführen, die sich um öffentliche Gesundheit und Tropenmedizin verdient gemacht haben.

## Schriften und Übersetzungen (Auswahl)
- Abhandlung über die Gicht. London 1681. Übersetzer: Julius Leopold Pagel. Leipzig 1910 (online – Internet Archive)
- Opera omnia. 1683–1685.
- Opera universa. Amsterdam 1683; weitere Ausgabe: Leiden 1741.
- Schedula monitoria de novae febris ingressu. London 1686.
- Thomas Sydenham's sämmtliche medicinische Schriften in die deutsche Sprache übersetzt von J. Kraft herausgegeben mit einer Lebensbeschreibung von Dr. R. Rohatzsch. Hrsg.: R. Rohatzsch. Erster Band. Ebnersche Buchhandlung, Ulm 1838 (Volltext in der Google-Buchsuche).
- Thomas Sydenham’s sämmtliche medicinische Schriften in die deutsche Sprache übersetzt von J. Kraft herausgegeben mit einer Lebensbeschreibung von Dr. R. Rohatzsch. Hrsg.: R. Rohatzsch. Zweiter Band. Ebnersche Buchhandlung, Ulm 1839 (Volltext in der Google-Buchsuche – Stichwörter und wichtige Sätze: Pocken, Laudanum, Latwerge, Aderlaß, Podagra, Fieber, Muskatnuß, Kops, Wassersucht, Absühren, Zusälle, hestig, Nierenstein, Schweiß, Quentchen, solgenden, Ansall, Dekokt, Brechmittel, Kräste).

Opera medica

- Thomae Sydenham ... opera medica : imo indice alphabetico locupletissimo in locum elenchi rerum suffecto, utilissime ornata. Ed. novissima aliis omnibus quae praecesserunt multo emaculatior et novis additamentis ditior. de Tournes, Genevae 1757. Digitalisierte Ausgabe der Universitäts- und Landesbibliothek Düsseldorf
- Integri processus in morbis fere omnibus curandis. Beigefügte Werke: Quibus accessit graphica symptomatum delineatio. Amstelodami : Wetsenius, 1694. Digitalisierte Ausgabe der Universitäts- und Landesbibliothek Düsseldorf
- Joseph Johann Mastalir (Übers.): Medizinische Werke. Wien 1787.
- Epistolary dissertation. In: The works of Thomas Sydenham, M.D. Bd. 2, übersetzt von R. C. Lathan. London 1848.